# 美國海關及邊境保衛局
美國海關及邊境保衛局（英語：U.S. Customs and Border Protection，縮寫：CBP）是美國國土安全部規範和促進國際貿易，徵收進口關稅，並且執行美國貿易法律的一個機構。其主要任務是防止恐怖分子和恐怖武器進入美國。海關及邊境保衛局亦負責逮捕企圖非法進入美國的個人、非法毒品和其他違禁品，保護美國的農業和經濟利益不受有害的害蟲和疾病，並保護美國的企業不被竊取知識產權，其前身为美國海關總署。

## 組織
美國海關及邊境保衛局有超過5萬僱員，包括關員，警犬人員，邊境巡邏人員，飛行員，貿易專家，農業專家，以及任務支授人員。有327正式指定的入境口岸和另外14個在加拿大，愛爾蘭和加勒比地區的預先清關地點。美國海關及邊境保衛局亦負責貨櫃安撿，在外國貨物在其母國進口到美國之前，確定其己取得許可。
- 局長
  - 副局長
    - 外勤業務辦公室（Office of Field Operation, O.F.O）
    - 邊境巡警辦公室（Office of Border Patrol, O.B.P.)
    - 空中及海岸辦公室 (Office of Air and Marine, O.A.M.)
    - 貿易處(Office of Trade)
    - 企業服務處(Enterprise Services Office)
      - 採購辦公室(Office of Acquisition)
      - 財務處(Office of Finance)
      - 人力資源管理處(Office of Human Resources Management)
      - 培訓和發展辦公室(Office of Training and Development)
      - 信息技術處(Office of Information and Technology)

    - 運營支持處(Operations Support Office)
      - 情報處(Office of Intelligence)
      - 國際事務處(Office of International Affairs)

    - 首席法律顧問辦公室(Office of Chief Counsel)
    - 國會事務辦公室(Office of Congressional Affairs)
    - 政府間公共聯絡處(Office of Intergovernmental Public Liaison)
    - 隱私與多樣性辦公室(Office of Privacy and Diversity)
    - 專業責任辦公室(Office of Professional Responsibility)
    - 公共事務辦公室(Office of Public Affairs)
    - 貿易關係辦公室(Office of Trade Relations)

美國海關及邊境保衛局的警犬(K9) 執法程序與外勤業務辦公室領導美國聯邦執法機構中數量最多的搜索犬的工作。K9隊被分配到全國各地73個商業港口和74個邊境巡邏站。

## 歷史
回應美國革命戰爭年代之後迫切需要的收入，1789年7月4日，總統喬治華盛頓簽署和美國國會通過了關稅法，授權對進口貨物徵收稅金。四周後，於7月31日，第五次國會法案，成立了美國海關總署。
近125年，美國海關的服務是整個政府主要的資金來源，並支付國家的早期生長和基礎設施。購買包括路易斯安那州，佛羅里達州，阿拉斯加和俄勒岡州的領土;撥款建設國道和跨鐵路;許多美國的燈塔;陸軍和海軍院校，以及華盛頓哥倫比亞特區。

### 移民和歸化服務
美國內戰後不久，一些美國的洲份開始通過他們自己的移民法，促使美國聯邦最高法院作出裁決，在1875年，入境管理是聯邦政府的責任。 1891年移民法在美國商務部庫務署設立了一個入境事務監理處。這個辦公室負責認可、拒絕、並處理所有入境者的要求和執行國家的移民政策。因此它們被稱為入境事務督察，分別駐紮在美國的主要入境口岸收集抵美旅客的艙單。對每個移民收集了50美分的人頭稅。
在20世紀初國會在入境事務的主要興趣是為了保護美國工人和工資，它已成為聯邦擺在首位的關注。這使得更多移民的收入/商業稅問題。在1903年，國會將入境事務處轉移到新創建的商業和勞動部。
第一次世界大戰後，面對主要來自歐洲的移民潮，國會通過法律，於1921年和1924年，限制新入境人士數量，根據以往的美國人口普查的數字，每個國籍基於其代表性分配到一個名額。每年，美國國務院發表了數量有限的簽證;只有那些得到了有效簽證的人才獲准入境。
於1940年，羅斯福總統提出，將移民和歸化服務部從勞工部撥歸司法部管理。

### 重組（2003年至今）
2003年3月1日，美國海關及邊境保衛局正式成為美國國土安全部的機構，結合美國農業部的僱員，美國移民和歸化服務處（特別是入境事務督察和美國邊境巡邏隊）以及美國海關總署。
美國海關及邊境保衛局的人員配備9毫米口徑的格洛克17和.40口徑的HK P2000半自動手槍，伸縮警棍和松脂辣椒胡椒噴霧。在聯邦執法訓練中心訓練，並且執行逾450條法律。美國海關及邊境保衛局的人員有充分的逮捕權力。美國海關及邊境保衛局緝獲的刑事案件由其姊妹機構美国移民及海关执法局進行調查。由於美國海關及邊境保衛局人員履行執法人員的職責，根據2008年聯邦預算他們能獲得執法支付的退休福利。可是在美國以外的人員沒有逮捕或搜查的權力，並非執法人員，而且不配備武裝。

## 員工士氣
在2006年7月，人事管理辦事處進行了一項調查，在全部36個聯邦機構的僱員對工作滿意度，以及他們如何認為他們各自機構的領導。 D.H.S.（其中包括海關及邊境保衛局）在每個類別的最後或接近最後。包括:
- 對就業滿意度指數  第36位
- 對領導和知識管理指數  第35位
- 關於注重成果的業績文化指數  第36位
- 人才管理協會指數  第33位

低分數的原因主要關乎 D.H.S. 的內部基本的監督，管理和領導。根據調查，其僱員首要關心的是關於促進加薪、處理不佳表現、獎勵創造力和創新、不能領導產生在高水平勞動力的動機、各組成部分的政策和程序不滿、缺乏資訊以及旅遊市民的投訴。
在2007 年6月美國海關及邊境保衛局的 W.Ralph Basham 處長宣布，該機構僱員，將在全國各地12個不同的城市進行125個不同的焦點項目，以更好地了解他們關注的人力資本的調查。該機構還打算讓不在重點小組一個部分的員工，成立虛擬專題小組，在這裡他們可以用內聯網表達他們的看法和他們的憂慮。處長指出：“我們現正非常認真研究，我們希望聽到來自僱員的聲音，我們要深入本次調查”。
一份2007年11月政府問責辦公室的報告顯示，不足數的人員編制、培訓和勞累過度是一個大問題。海關及邊境保衛局，每兩個星期平均71人員離開服務。

## 圖集

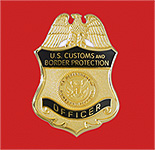
關員警徽
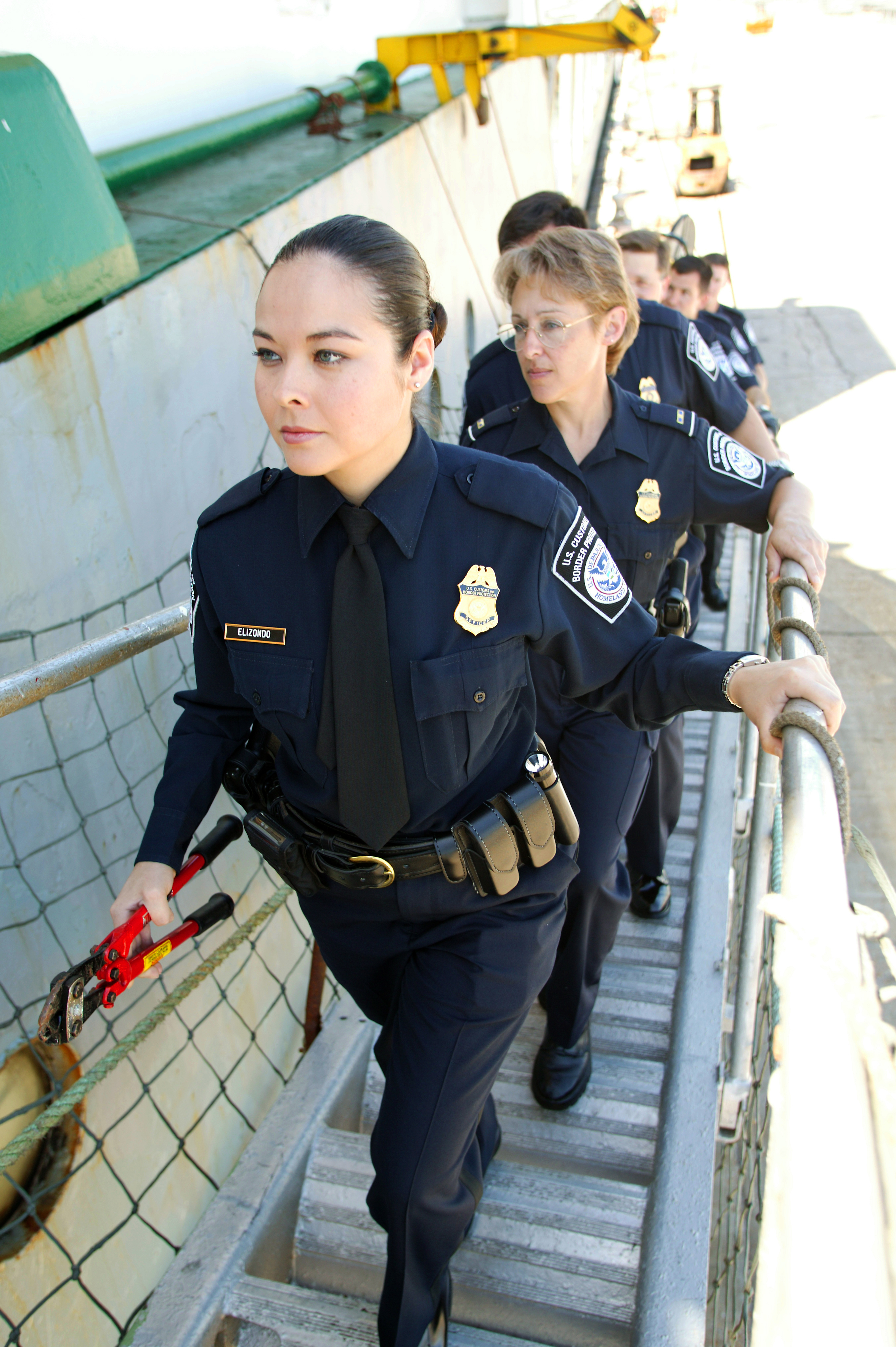
登船搜查的男女關員
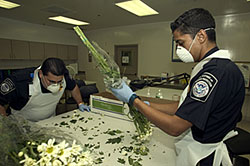
在實驗室進行檢查的關員
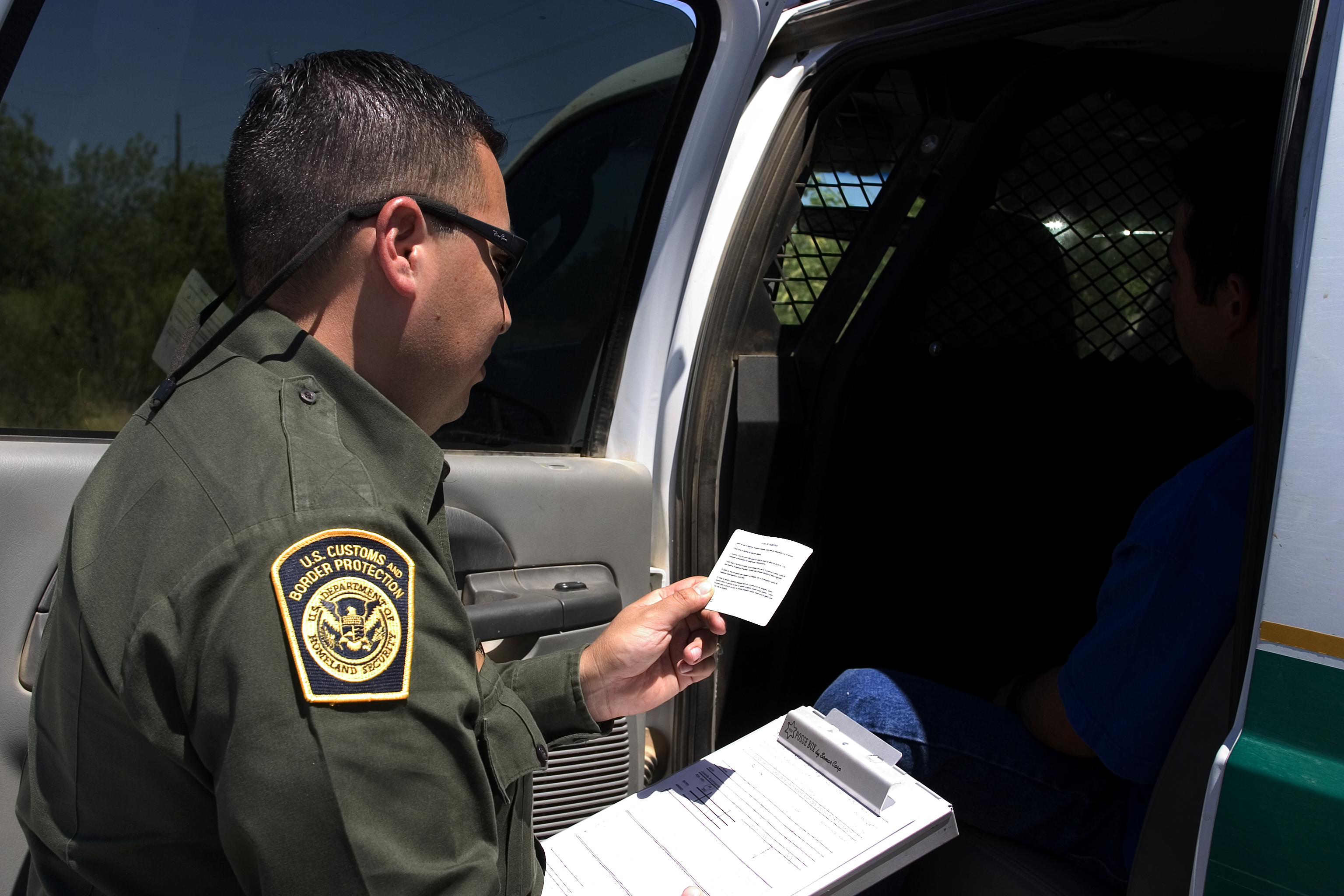
巡邏邊境的關員
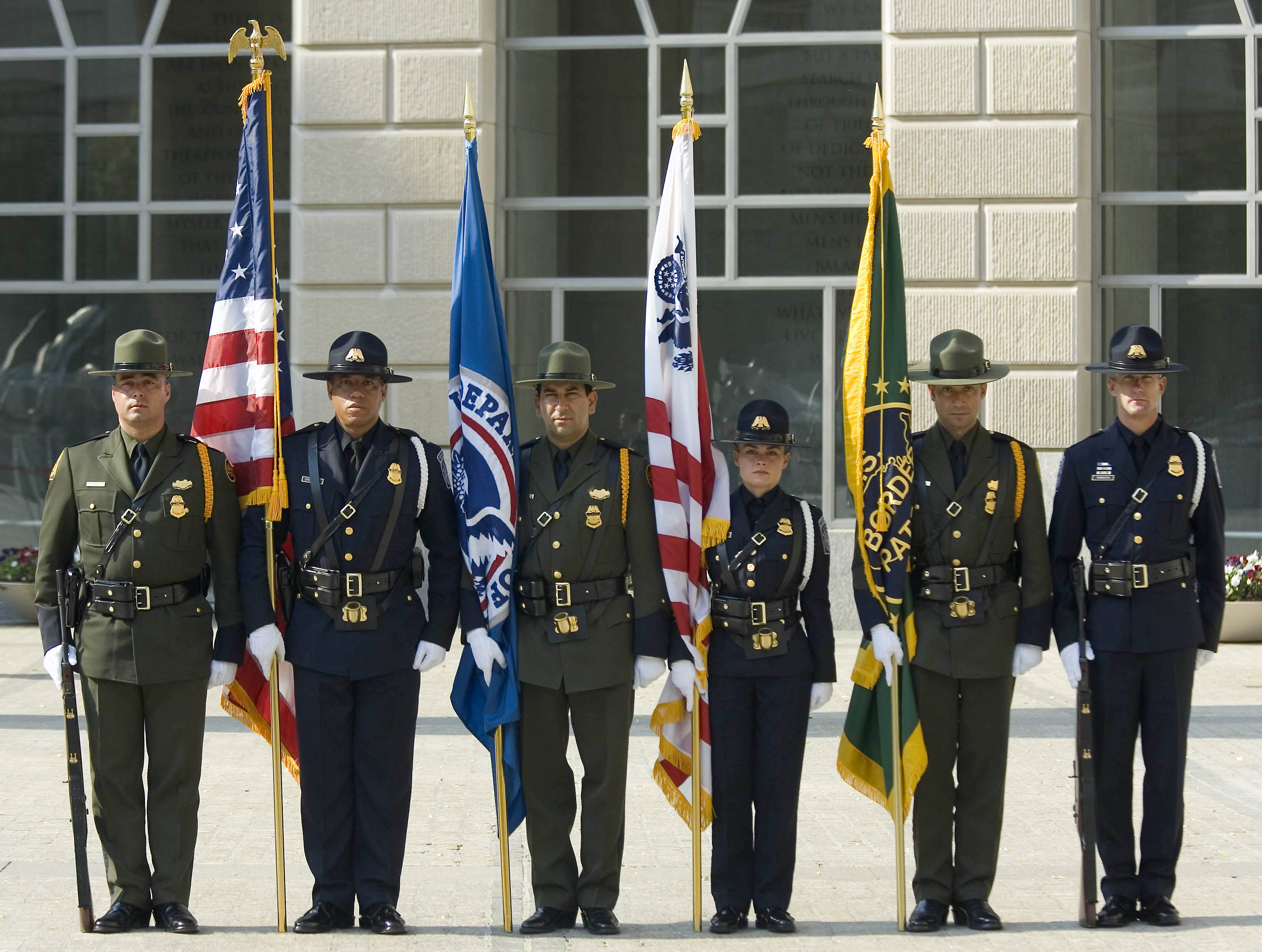
穿上禮服的關員
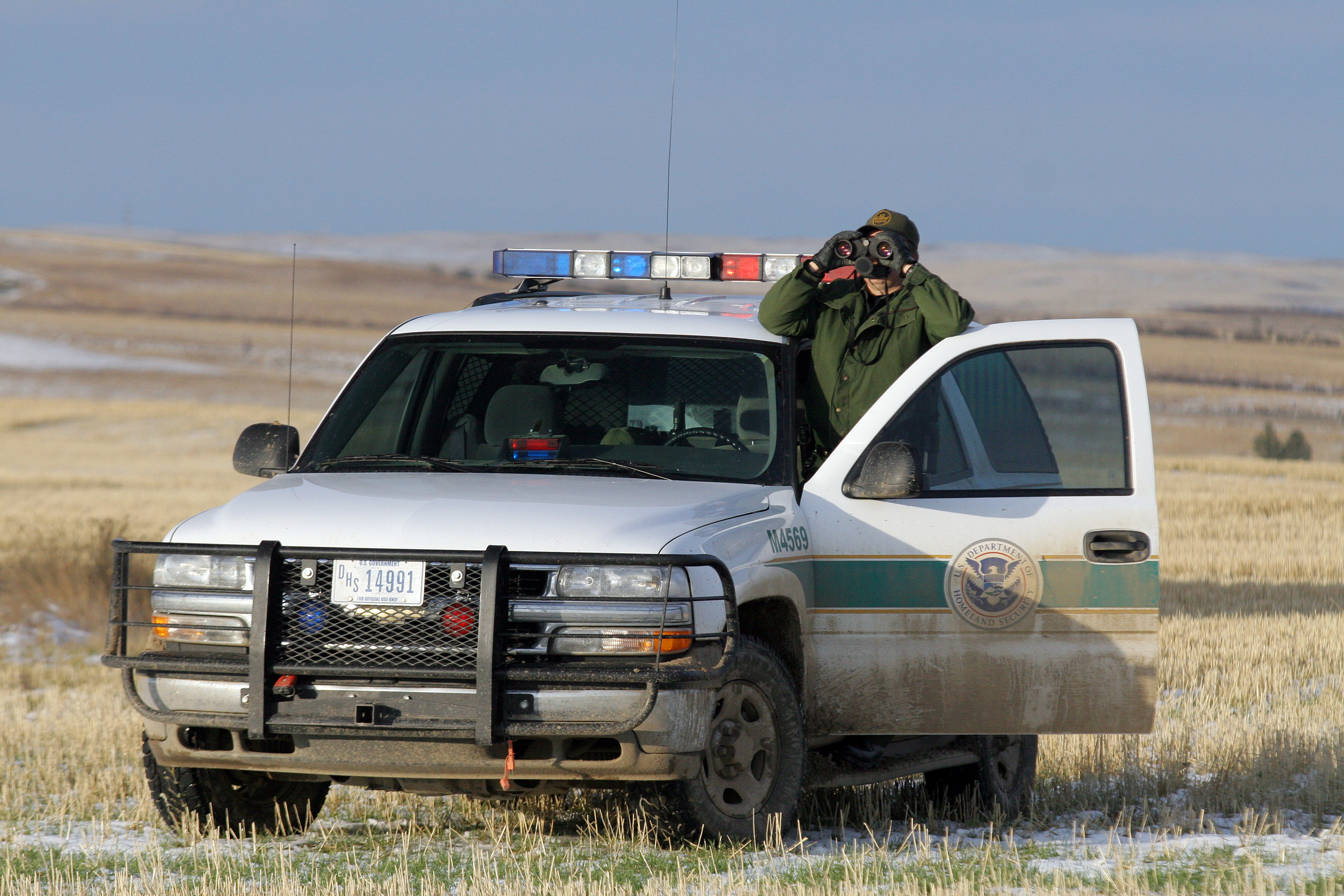
邊境巡邏車 (雪佛蘭 S-10 Blazer)
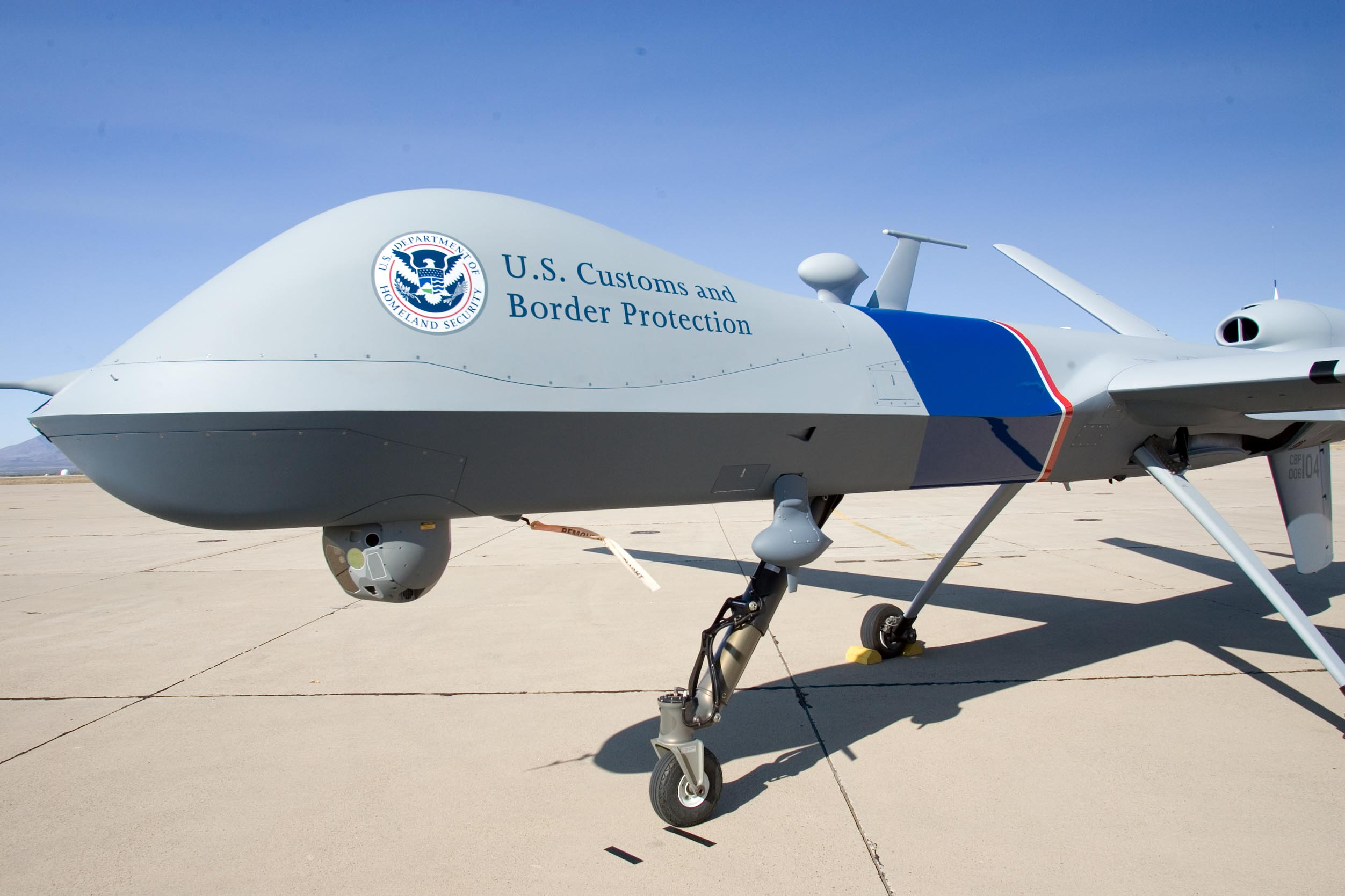
遙遠控制無人偵察機 (General Atomics MQ-9 Reaper)
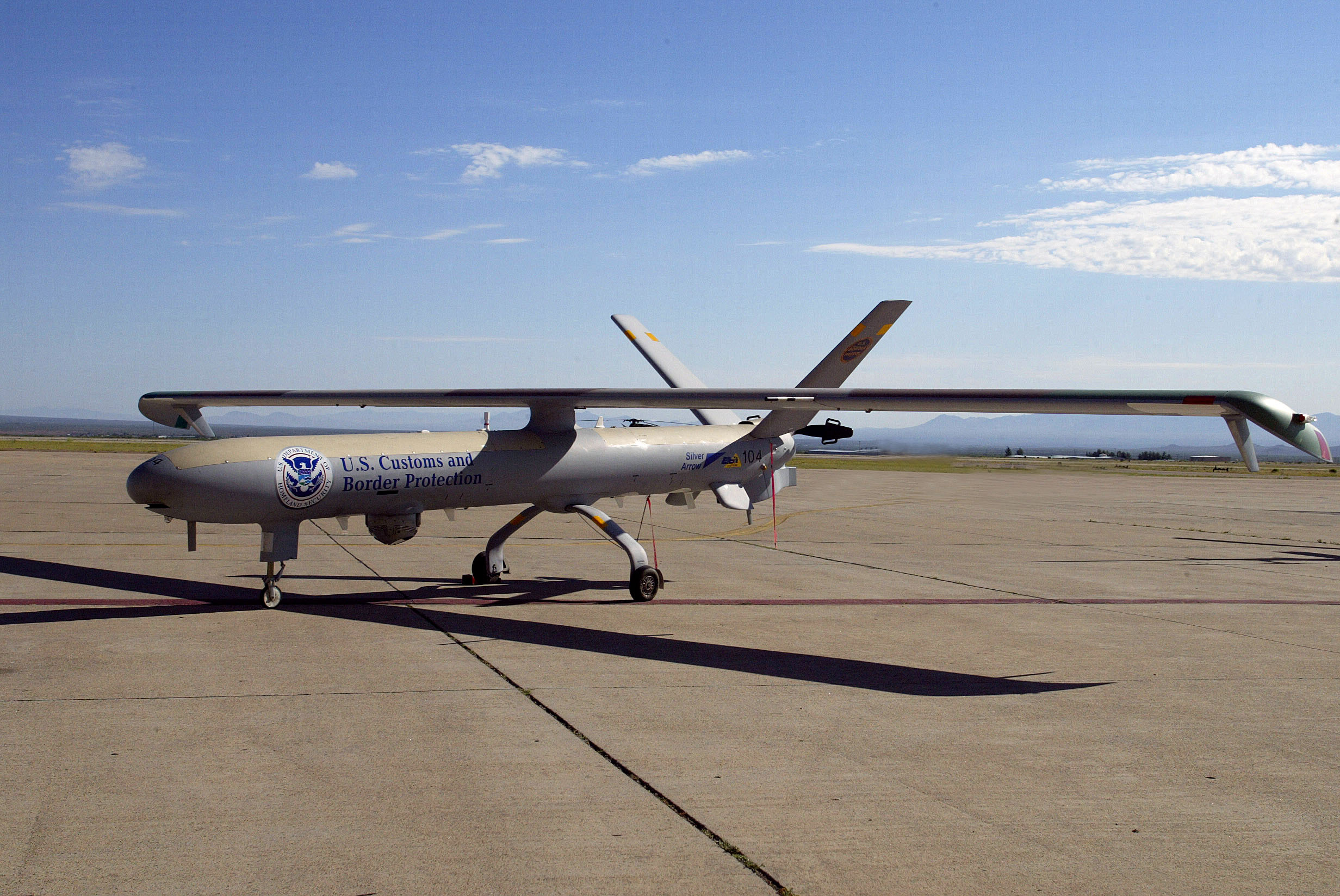
另一款無人偵察機 (Elbit Hermes 450)

## 外部連結
- U.S. Customs and Border Protection （页面存档备份，存于）
- Federal Register :: Agencies - U.S. Customs and Border Protection （页面存档备份，存于） in the Federal Register
- Reports on CBP, Department of Homeland Security Office of Inspector General
- Office of Field Operations (OFO)
- Office of Border Patrol (OBP)
- Office of Air and Marine (OAM)
- Automated Commercial Environment (ACE)